# Cowboy Bebop
Cowboy Bebop (カウボーイビバップ, Kaubōi Bibappu) é uma aclamada série japonesa, de gênero space western. Produzida e dirigida por Shinichiro Watanabe, a série se passa no ano de 2071 e é centrada na vida de uma tripulação de caçadores de recompensas espaciais. O anime aborda questões não resolvidas do passado dos protagonistas, explorando temas como existencialismo, tédio, degradação ambiental e a solidão.
Cowboy Bebop recebeu ampla aclamação crítica e comercial, tanto no Japão quanto internacionalmente. O trabalho foi consagrado com inúmeros prêmios no campo da animação e da ficção científica e tem sido reverenciado por seu estilo, personagens, enredo, dublagem e trilha sonora, focada no gênero Jazz. Ao longo dos anos, a série se estabeleceu como uma obra-prima da animação japonesa, sendo considerada por muitos críticos um dos melhores animes de todos os tempos. Sobre Bebop, o escritor e crítico cultural Kyle Mills, escreveu:
"Independentemente da mídia, seja televisão com atores, filmes ou animações, Cowboy Bebop é um dos mais finos exemplos de narrativa já criados".
O anime estreou no Japão na TV Tokyo de 3 de abril a 26 de junho de 1998, mas devido ao conteúdo violento da série, apenas 12 dos 26 episódios produzidos foram inicialmente ao ar. A totalidade dos episódios foi posteriormente transmitida no canal por satélite WOWOW.
Uma banda de jazz, denominada Seatbelts foi formada exclusivamente para compor a trilha de Bebop. O sucesso da trilha foi tão grande que a banda continuou se reunindo e fazendo aparições esporádicas. Além disso, dois mangás foram baseados do anime, além de um filme intitulado Cowboy Bebop, O Filme. Mais recentemente uma série live action de Bebop foi transmitida pela Netflix.

## Enredo
Em 2021, a explosão acidental de um portão experimental, dispositivo que permite viagens no hiperespaço, danifica gravemente a Lua, causando o deslocamento de um grupo de asteroides e meteoritos que bombardeiam a superfície do planeta Terra, exterminando grande parte da população. Os sobreviventes, portanto, abandonam o planeta para colonizar novos sistemas habitáveis: Marte, Vênus, os discos de detritos e os satélites de Júpiter.
Em 2071, todo o sistema solar tornou-se acessível para viagens no hiperespaço graças aos portões, Marte tornou-se o planeta central do novo desenvolvimento humano e os novos cartéis do crime organizado interplanetário, sobretudo o Red Dragon Syndicate, exercem sua influência dentro dos governos e sobre a Inter Solar System Police (ISSP), a polícia do sistema solar, limitando a sua eficácia no combate ao crime. Para fazer frente à ameaça de fugitivos, terroristas, traficantes de drogas e outros criminosos perigosos, foi estabelecido um sistema de "recompensa" semelhante ao usado no velho oeste; os novos caçadores de recompensas do sistema solar são, portanto, freqüentemente chamados de "cowboys".
Spike Spiegel, um ex-afiliado da Red Dragon, e seu parceiro Jet Black, um ex-investigador da ISSP, são dois caçadores de recompensas que viajam pelo sistema solar a bordo da nave espacial de Jet: o Bebop. Ao longo das perseguições, unem-se a eles três novos companheiros: o cachorro hiperinteligente da raça Corgi, Ein, a trapaceira ex-funcionária de cassinos perseguida pelos credores, Faye Valentine e a excêntrica e brilhante hacker pré-adolescente conhecida como Radical Edward.

## Ambientação
Vários críticos chamaram atenção para a variedade de gêneros nos quais o trabalho se ramifica, incluindo a estudiosa de ficção científica Michelle Onley Pirkle, que escreveu: "a série tenta uma nova abordagem para o gênero, não criando imagens e sons inovadores, mas variando" livremente " ao “remixar” ou adaptar as imagens e sons de outros gêneros familiares de forma dinâmica". A estudiosa enfatiza que Cowboy Bebop "brinca" com uma variedade de citações e referências diferentes, produzindo um efeito de déjà vu no público ao reconectar referências intertextuais à sua riqueza de conhecimento e memórias. O próprio Watanabe afirma frequentemente que dedicou sua carreira à criação de animes não convencionais, declaração que se reflete no sistema solar apresentada em Cowboy Bebop "um terço de diáspora chinesa e dois terços de velho oeste", com uma justaposição de diferentes gêneros e estilos: xamanismo, kung fu, elementos de drama épico, de comédia pastelão e ação característica do autor John Woo. Esses recursos levam a série para muito além da ficção científica tradicional, fazendo com que muitos fãs cunhassem o termo "western espacial" para descrevê-la.

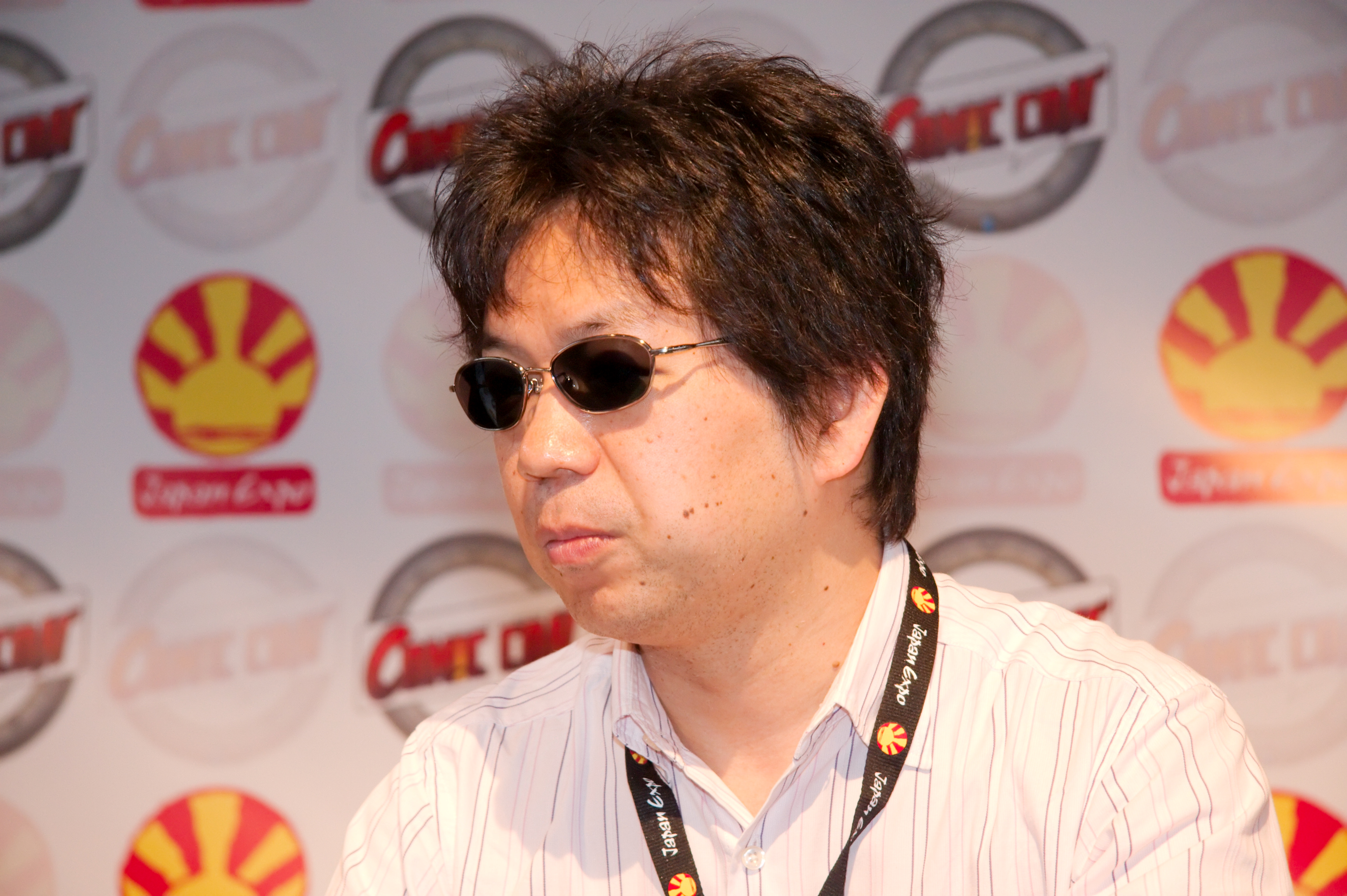
Shinichiro Watanabe, criador da série

O cenário é baseado no multiculturalismo da sociedade contemporânea, diferenciando-se dos elementos típicos da ficção científica japonesa, como alienígenas e robôs gigantes. Na série, de fato, muitos planetas e estações espaciais foram modelados à imagem da Terra: as ruas de objetos celestes, como Ganimedes, lembram cidades portuárias modernas, enquanto Marte está cheio de centros comerciais, parques temáticos, cassinos e megacidades. Elementos futuristas e modernos são habilmente combinados "permitindo ao espectador conectar-se facilmente ao mundo de Cowboy Bebop".
Citação: Eu queria criar um mundo futurista, mas um mundo verdadeiramente habitado por pessoas. Apenas os personagens dos filmes poderiam ter vivido nos mundos descritos em 'Star Wars' e outros filmes de ficção científica. Eu queria criar um mundo onde as pessoas vivessem e respirassem. Mesmo que seja apenas para a foto de uma calçada deserta, nela devevia haver pontas de cigarro ou outros vestígios visíveis de pessoas caminhando sobre ela. escreveu: «Shinichiro Watanabe»

### Lista dos episódios
A série possui 26 episódios, chamados de "sessões" (alusão direta às Jam sessions de Jazz). Muitas dessas sessões são explicitamente nomes de canções consagradas, sobretudo do Rock e do Blues, além de uma referência ao filme de Jean-Luc Godard, Pierrot le fou. Originalmente o filme de Cowboy Bebop recebeu o subtítulo de "Knockin' On Heaven's Door", nome do famoso hit de Bob Dylan. Contudo a canção estava sob a licença de copyright, então a Columbia Tristar resolveu lançar o longa em outros países apenas com o título de Cowboy Bebop - O Filme.
Lista dos episódios em inglês, japonês (com romaji, a transcrição da escrita japonesa para o alfabeto latino) e quando necessário traduzido para o português quando o nome do episódio não estiver em katakana (escrita usada na língua japonesa para marcar palavras estrangeiras, entre outras funções):
1. Asteroid Blues  (アステロイド・ブルース, Asuteroido Burūsu)
2. Cachorro de Rua Strut ou Cachorro de Rua Pomposo (野良犬のストラット, Norainu no Sutoratto) - Em inglês: Stray Dog Strut, trocadilho com Stray Cat Strut, hit dos Stray Cats.
3. Hard Luck Woman (ハード・ラック・ウーマン, Hādo Rakku Ūman).
4. Gateway Shuffle (ゲイトウェイ・シャッフル, Geitowei Shaffuru) - Harlem Shuffle é uma canção dos Rolling Stones, de 1986.
5. Balada dos Anjos Caídos (堕天使たちのバラッド, Datenshi-tachi no Baraddo)
6. Simpatia pelo Diabo (悪魔を憐れむ歌, Akuma o Awaremu Uta) - Em inglês: Sympathy for the Devil, outro clássico dos Rolling Stones.
7. Heavy Metal Queen (ヘヴィ・メタル・クイーン, Hevi Metaru Kuīn) - Título da canção da banda alemã Trance, de 1983.
8. Waltz for Venus   (ワルツ・フォー・ヴィーナス, Warutsu fō Vīnasu) - Trocadilho com Waltz for Debbie, famoso standard de jazz.
9. Jamming with Edward (ジャミング・ウィズ・エドワード, Jamingu Wizu Edowādo) - Álbum dos Rolling Stones de 1972.
10. Elegia de Ganimedes  (ガニメデ慕情, Ganimede Bojō)
11. Toys in the Attic (Heavy Rock da Noite Escura) (闇夜のヘヴィ・ロック, Yamiyo no Hevi Rokku) - Toys in the Attic é uma canção e álbum da banda estadunidense Aerosmith.
12. Jupiter Jazz (Parte 1)  (ジュピター・ジャズ(前編), Jupitā Jazu (Zenpen))
13. Jupiter Jazz (Parte 2) (ジュピター・ジャズ(後編), Jupitā Jazu (Kōhen))
14. Bohemian Rhapsody (ボヘミアン・ラプソディ, Bohemian Rapusodi) - Canção da banda britânica Queen.
15. My Funny Valentine (マイ・ファニー・ヴァレンタイン, Mai Fanī Varentain) - Canção do musical Babes in Arms (1937), composta por Richard Rodgers e Lorenz Hart.
16. Black Dog Serenade  (ブラック・ドッグ・セレナーデ, Burakku Doggu Serenāde)
17. Mushroom Samba   (マッシュルーム・サンバ, Masshurūmu Sanba)
18. Speak Like a Child (スピーク・ライク・ア・チャイルド, Supīku Raiku A Chairudo) - Música de Herbie Hancock.
19. Wild Horses (ワイルド・ホーセス, Wairudo Hōsesu) - Música dos Rolling Stones.
20. Pierrot le Fou (O Demônio das Onze Horas) (道化師の鎮魂歌, Dōkeshi no Chinkonka) - Pierrot le Fou é o título de um filme de Jean-Luc Goddard.
21. Boogie Woogie Feng Shui (ブギ・ウギ・フンシェイ, Bugi Ugi Funshei)- Boogie Woogie é um estilo musical.
22. Cowboy Funk (カウボーイ・ファンク, Kaubōi Fanku)
23. Brain Scratch (ブレイン・スクラッチ, Burein Sukuratchi) - Referência à música "Brain Damage" da banda britânica Pink Floyd.
24. Honky Tonk Women (ホンキィ・トンク・ウィメン, Honkī Tonku Wimen) - Canção da banda de rock britânica Rolling Stones.
25. The Real Folk Blues (Parte 1) (ザ・リアル・フォークブルース(前編), Za Riaru Fōku Burūsu (Zenpen)) - The Real Folk Blues é o nome de uma série de álbuns lançados entre 1965 e 1969, com compilação de músicas de artistas de blues como John Lee Hooker, Howlin' Wolf, Muddy Waters, e Sonny Boy Williamson II.
26. The Real Folk Blues (Parte 2) (ザ・リアル・フォークブルース(後編), Za Riaru Fōku Burūsu (Kōhen))

## Dubladores

### Japão
- Spike Spiegel - Koichi Yamadera.
- Jet Black - Unsho Ishizuka.
- Faye Valentine - Megumi Hayashibara.
- Vicious - Norio Wakamoto.
- Júlia - Gara Takashima.

### Brasil
- Spike Spiegel - Guilherme Briggs.
- Jet Black - Mauro Ramos.
- Faye Valentine - Miriam Ficher.
- Ed - Luisa Palomanes (filme) e Letícia Celini (anime).

No Brasil, apenas o filme tem a dublagem disponível no momento. Entretanto, a plataforma de streaming de animes Funimation Brasil anunciou a dublagem do anime, vinte anos após o lançamento do filme, mantendo os dubladores dos personagens principais.

## Live-action
No dia 16 de Janeiro de 2009, Keanu Reeves foi confirmado no papel de Spike. A empresa que produziria o filme seria a 3 Arts, Shinichiro Watanabe, diretor da série, e Keiko Nobumoto, roteirista da série, seriam os produtores associados. Porém o projeto foi engavetado.[carece de fontes?] Em julho de 2016 foi anunciada a série para TV em live-action. Uma parceria firmada entre o Tomorrow Studios, a ITV e Marty Adelstein permitiram a existência da série que teve o estúdio que produziu o anime original como produtor executivo.[carece de fontes?]
Christopher Yost, o roteirista de Thor: Ragnarok e Star Wars Rebels foi o responsável pelo roteiro da série que foi lançada em 19 de novembro de 2021.
| Personagem     | Ator            |
| -------------- | --------------- |
| Spike Spiegel  | John Cho        |
| Jet Black      | Mustafa Shakir  |
| Faye Valentine | Daniella Pineda |
| Vicious        | Alex Hassel     |
| Julia          | Elena Satine    |